# Lineus desori
Lineus desori är en djurart som tillhör fylumet slemmaskar, och som beskrevs av Schmidt 1946. Lineus desori ingår i släktet Lineus och familjen Lineidae. Inga underarter finns listade i Catalogue of Life.